# Stearidonska kiselina
Stearidonska kiselina (SDA) je ω-3 masna kiselina, koja se ponekad naziva moroktinska kiselina. Ona se biosintetiše iz alfa-linoleinske kiseline enzimom delta-6-desaturazom. Prirodni izvori ove masne kiseline su ulja semena konoplja, crna ribizla, Lithospermum arvense i Echium plantagineum, i cijanobakterija Spirulina.